# 作戦 The Scam
『作戦 The Scam』（さくせん ザ・スキャム、朝: 작전）は、2009年の韓国映画。

## ストーリー
デイトレーダーのヒョンスがヤクザに雇われ、株のプロたちと共に大規模な仕手の作戦を決行する。

## キャスト
※括弧内は日本語吹替。
- パク・ヨンハ：カン・ヒョンス（猪野学）
- キム・ミンジョン：ユ・ソヨン（川本克彦）
- パク・ヒスン：ファン・ジョング（坂本真綾）
- キム・ムヨル：チョ・ミニョン（小松史法）
- キム・ジュンソン：ブライアン・チョイ
- チョ・ドッキョン：パク・チャンジュ